# 七宿町
七宿町（日语：／ Shichikashuku machi */?）是位於日本宮城縣西南端的町，隸屬於刈田郡。町名源自於江戶時代連接奧州和羽州的「山中七宿街道」。白石川流經城鎮中心並往東流，當地人口主要集中在關地區。七宿町在江戶時代為山中七宿街道沿途的宿場町，現今當地居民在對外通勤與就學上較依賴東邊的白石市。

## 地理
七宿町境內約90%的面積被山林覆蓋，3%的土地為農業用地。北部坐落著海拔1760公尺的刈田岳，其周邊地區皆位於藏王國定公園的範圍內；西部則為南北走向的奧羽山脈。發源於蓬澤山的白石川流經町内，並在東邊注入七宿湖後繼續往東流。位於東南部的七宿大壩則為約193萬的宮城縣民提供生活用水。

### 氣候
由於七宿町地處奧羽山脈東南邊的高地，因此氣候較為寒冷。根據統計，2017年至2021年，當地的年均溫約為12.1℃，年均降雨量則為1371.2毫米。位於西部的湯原地區在冬季時的積雪量可達1.6公尺以上，是宮城縣內少數的豪雪地帶。

## 歷史
江戶時代，陸奧國和出羽國的大名在參勤交代時，會利用連接奧州和羽州的山中七宿街道往返江戶和其各自的領地。而由於七宿地區是位於山中七宿街道沿途的宿場町，因此各令制國的商人和前往參拜出羽三山的人也時常到訪此地。
明治22年（1889年），日本實施町村制，並將境內的村落合併成七宿村。昭和32年（1957年）4月1日，七宿村改制成現今的七宿町。

## 行政
現任町長小關幸一於2022年9月在選舉中第2次成功連任，其任期將持續至2026年9月。

## 經濟
根據日本2015年的國勢調查統計，七宿町的就業人口中約20.6%從事第一級產業，24.5%的就業人口從事第二級產業，其餘的54.9%則從事第三級產業。七宿町第三級產業的生產額約佔全町總生產額的60%。而當地從事第一級與第二級產業的就業人口比例和宮城縣的比例相比皆較高。
由於境內擁有不忘山、長老湖、滑津大瀑布等自然景點，因此當地也盛行觀光業。根據統計，2014年至2018年間，七宿町每年約有48萬至56萬名遊客到訪。

## 教育
七宿町内共有1所小學校和1所中學校。根據2024年4月的統計，境內的小學校共有45名學生，中學校則共有29名學生。

## 交通
國道113號以東西走向穿越七宿町的中央地帶和城鎮中心，為當地重要的交通幹道。町內沒有鐵路通過，距離當地最近的新幹線車站是位於白石市的白石藏王車站。